# Cut Copy
Cut Copy es una banda originaria de Melbourne, Australia. Su sonido, etiquetado como indie dance. Cut Copy es manejado por Punkdafunk, y tiene un contrato firmado bajo el sello discográfico Modular Recordings, al igual que Wolfmother, The Presets y New Young Pony Club.

## Historia
Cut Copy comenzó en 2001 como un proyecto de Dan Whitford, un DJ, y diseñador gráfico. Whitford lanzó el sencillo "1981" y I Thought of Numbers para el Extended Play reclutó a Tim Hoey, Mitchell Scott y Bennett Foddy en 2003 para formar parte de la banda. En 2004 Cut Copy lanzaron su LP o disco de larga duración, Bright Like Neon Love.  El álbum fue escrito y producido por Dan Whitford. Foddy dejó la banda a mediados de 2004 para estudiar un doctorado en filosofía.
En 2005, por primera vez hicieron una gira internacional, cuyas escalas fueron Londres, New York y Los Ángeles. Después salieron de gira internacional con artistas como Franz Ferdinand, Junior Senior, Bloc Party, y Mylo entre otros; en diciembre de 2007, la banda salió de gira por Australia junto a Daft Punk en la gira Nevereverland, en Sídney atrajeron a una multitud de alrededor 50,000 personas.
En 2007 la banda anuncio la finalización de su segundo álbum, In Ghost Colours,  pero el lanzamiento en Australia se retrasó hasta el 22 de marzo de 2008 para coincidir con el lanzamiento internacional. In Ghost Colours debutó en los ARIA Charts en el puesto número uno en  30 de marzo de 2008. Como se afirma en una entrevista con The Presets, afirman que The Presets son amigos de Cut Copy.
En 2011, lanzan su tercer álbum de estudio, Zonoscope, el cual, recibió varias nominaciones. En los Premios ARIA en 2011, estuvieron ternados en dos categorías, como "Mejor Álbum" y ganaron en la categoría al "Mejor Lanzamiento del año" y en los Premios Grammy recibieron una nominación, en la categoría al "Mejor álbum de dance/electrónica".

En 2018 se presentaron en toda Latinoamérica para promocionar su último álbum.

## Miembros de la Banda
- Dan Whitford – voz, teclados y guitarras.
- Tim Hoey – guitarra, bajo, coros, sampler
- Mitchell Scott – batería

## Discografía

### Álbumes
- Bright Like Neon Love (2004)
- In Ghost Colours (2008)
- Zonoscope (2011)
- Free Your Mind (2013)
- Haiku From Zero (2017)
- Freeze, melt (2020)

### EP
- I Thought of Numbers (2001, Modular Recordings)
- Hearts on Fire (2007, Modular Recordings)
- Far Away (2008, Modular Recordings)

### Álbumes recopilatorios
- Fabric Live 29 (2006, DJ mix compilation, Fabric)
- So Cosmic (2008, DJ mix, Modular Recordings)

### Sencillos
- "1981" 7" (2001, Modular Recordings)
- "Drop The Bomb" (2001, Modular Recordings)
- "Glittering Clouds" (2001, Modular Recordings)
- "Rendezvous" (2001, Modular Recordings)
- "Saturdays" (2004, Modular Recordings)
- "That was Just a Dream" (2004, Modular Recordings)
- "Future" (2005, Modular Recordings)
- "Going Nowhere" (2005, Modular Recordings) IRE #48
- "Hearts on Fire" (2007, Modular Recordings)
- "So Haunted" (2007, Modular Recordings)
- "Lights & Music" (2008, Modular Recordings) AUS #64, AUS Dance #8
- "Hearts on Fire" (2008 Edit), (2008, Modular Recordings) AUS #98, AUS Dance #9, BEL #70
- "Far Away" (2008, Modular Recordings)
- "Where I'm Going" (2010, Modular Recordings)
- "Take Me Over" (2010, Modular Recordings)
- "Need You Now" (2011, Modular Recordings)
- "Blink And You'll Miss A Revolution" (2011, Modular Recordings)
- "Sun God" (2012, Modular Recordings)
- "Let Me Show You" (2013, Modular Recordings)
- "Free Your Mind" (2013, Modular Recordings)
- "Airbone" (2017, Astralwerks)
- "Standing In The Middle Of The Field" (2017, Astralwerks)
- "Black Rainbows" (2017, Astralwerks)

### Remezclas
- Lino – "Auger Well" (2001, Virgin Records Australia)
- Noonday Underground – "The Light Brigade" (2003)
- VHS or Beta – "Night on Fire" (2004, EMI)
- Midnight Juggernauts – "45 And Rising" (2005, Cutters)
- Love Of Diagrams – "No way out" (2005, Unstable Ape)
- The Presets – "Girl and the Sea" (Resets, 2006)
- Van She – "Kelly" (2006)
- Midnight Juggernauts – "Dystopia" (2007)
- Maroon 5 – "This Love" (2007)
- Cansei de Ser Sexy – "Move" (2008, Warner Music UK)
- Mercy Arms – "Kept Low" (2008)
- Kaiser Chiefs – "Never Miss A Beat" (2008)
- Ladyhawke – "Paris Is Burning" (2008, Modular Recordings)
- Munk – "You Never See Me Back Down" (2009, Gomma Dance Tracks)
- The Juan Maclean – "Happy House" (2009, Popfrenzy)
- Miracles Club – Light Of Love (2011, Cutters)
- Death Cab for Cutie – "Doors Unlocked and Open" (2011)
- The Rapture – "Sail Away" (2012, DFA)